# Steppen-Lieschgras
Das Steppen-Lieschgras (Phleum phleoides), auch Glanz-Liesgras genannt, ist eine Pflanzenart aus der Gattung der Lieschgräser (Phleum) innerhalb der Familie der Süßgräser (Poaceae). Es ist in Eurasien und Nordafrika weitverbreitet.

## Beschreibung

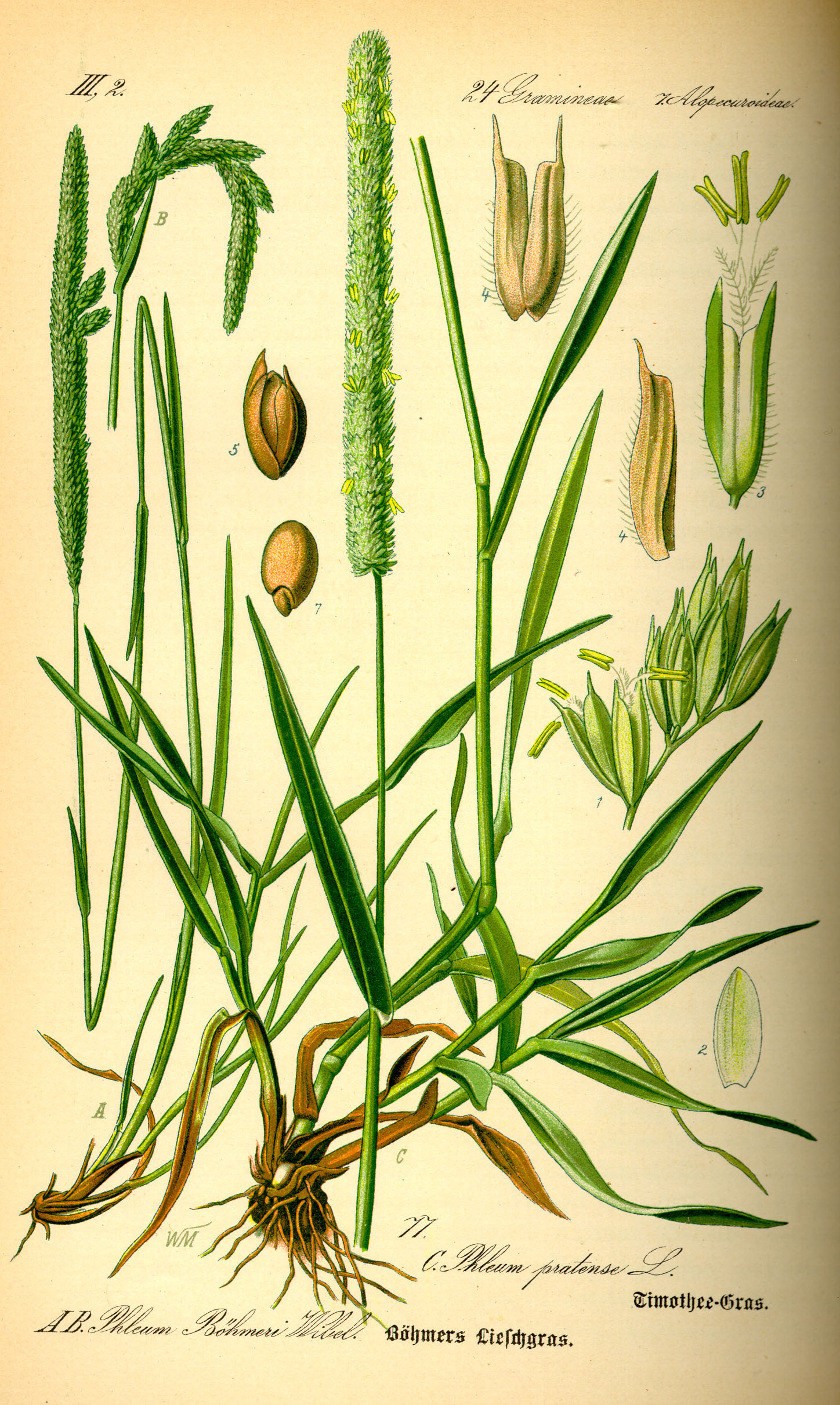
Illustration: Böhmers Lieschgras. Phleum Böhmeri Wibel. A blühende Pflanze; B Rispe, beim Biegen lappig; 1 Teil der Blütenrispe; 2 Deckspelze. 1 und 2 vergrössert. C Phleum pratense L.

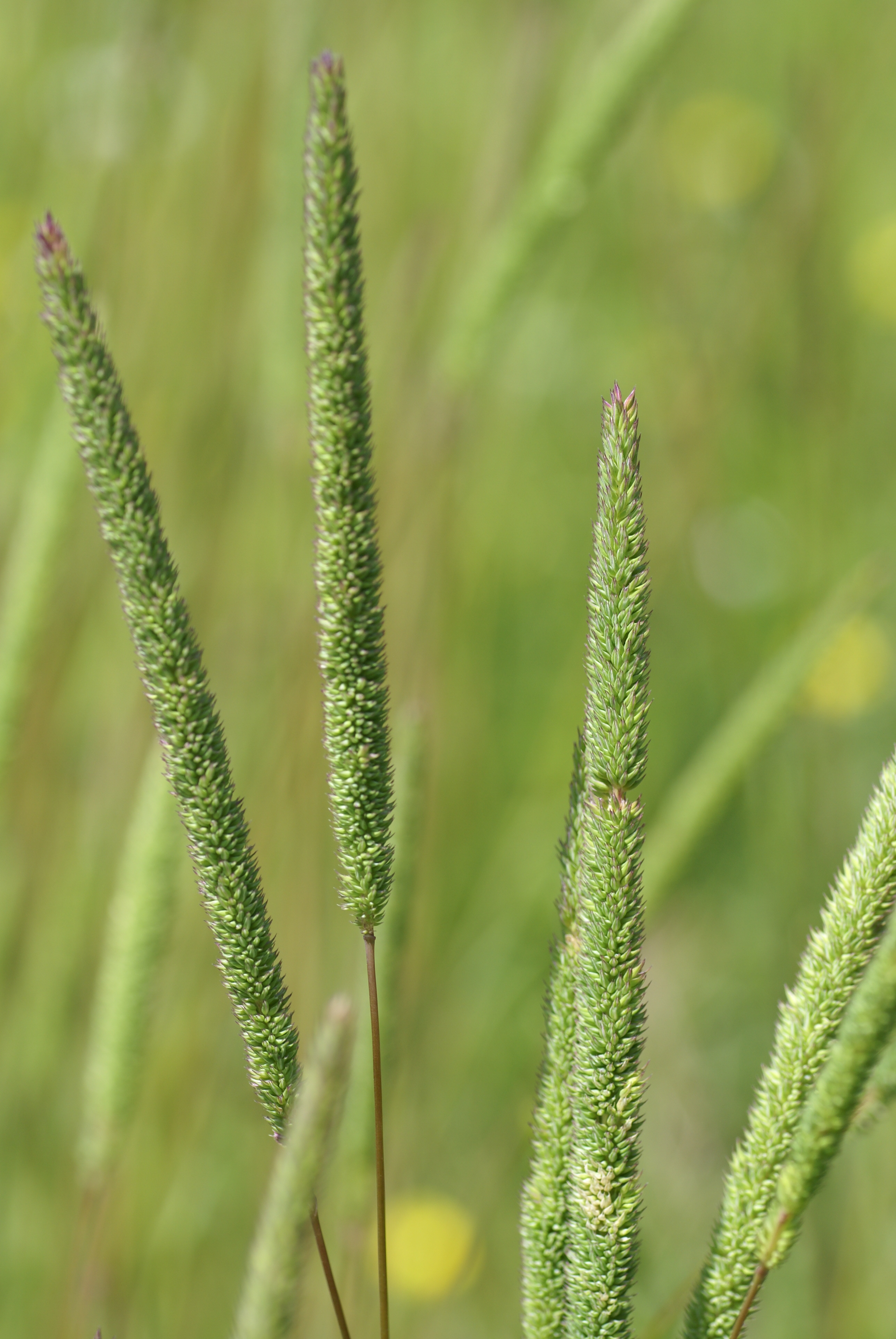
Aufrechte Blütenstände

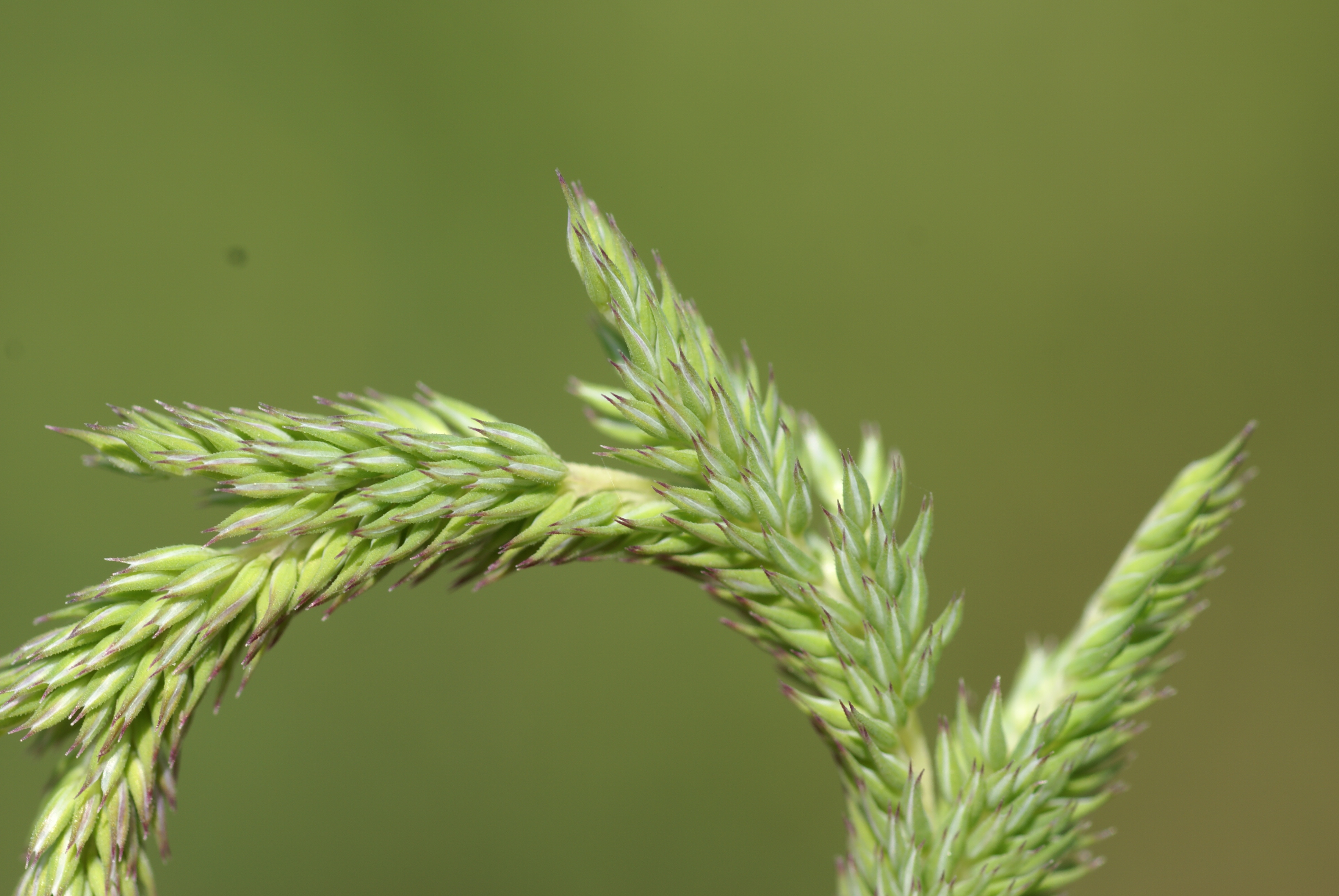
Umgebogener Blütenstand („Ährenrispe“)

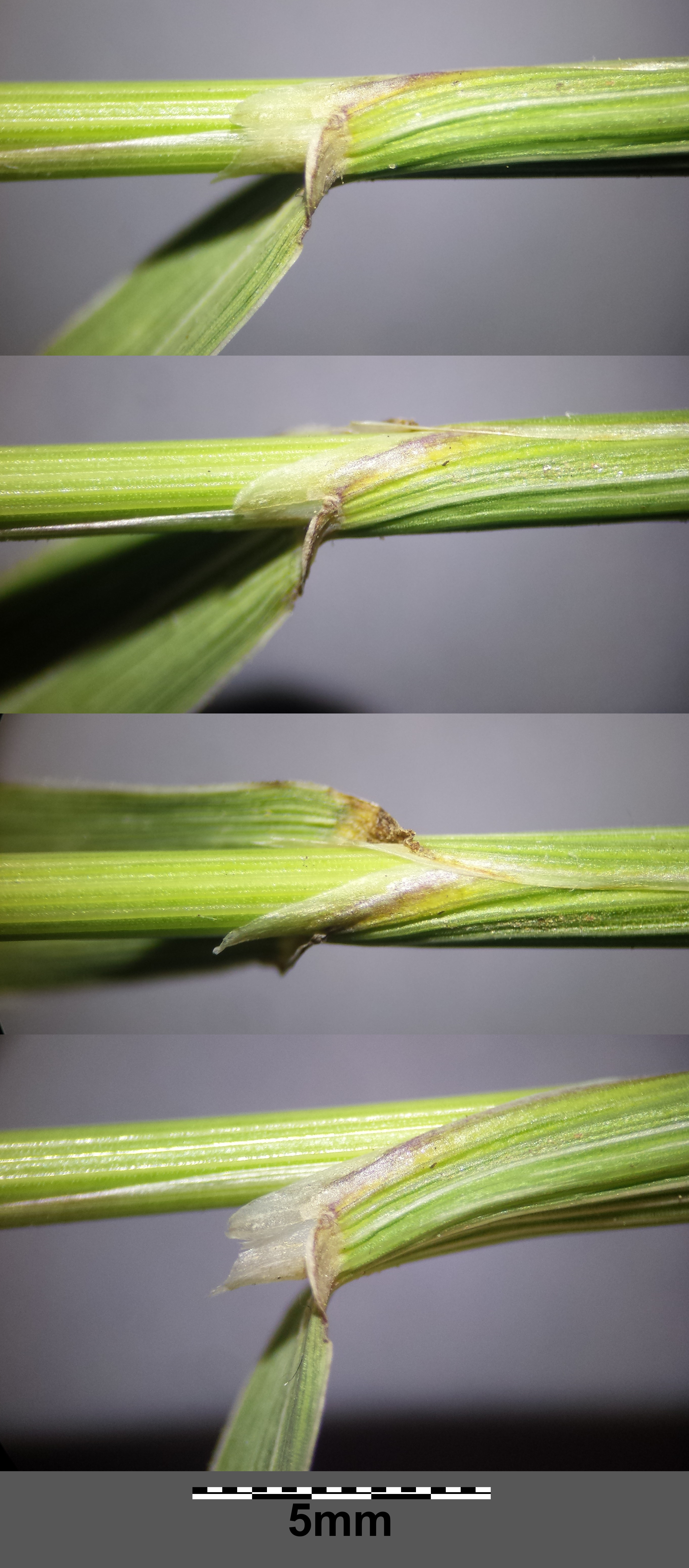
Stängel mit Blattscheide und Blatthäutchen.

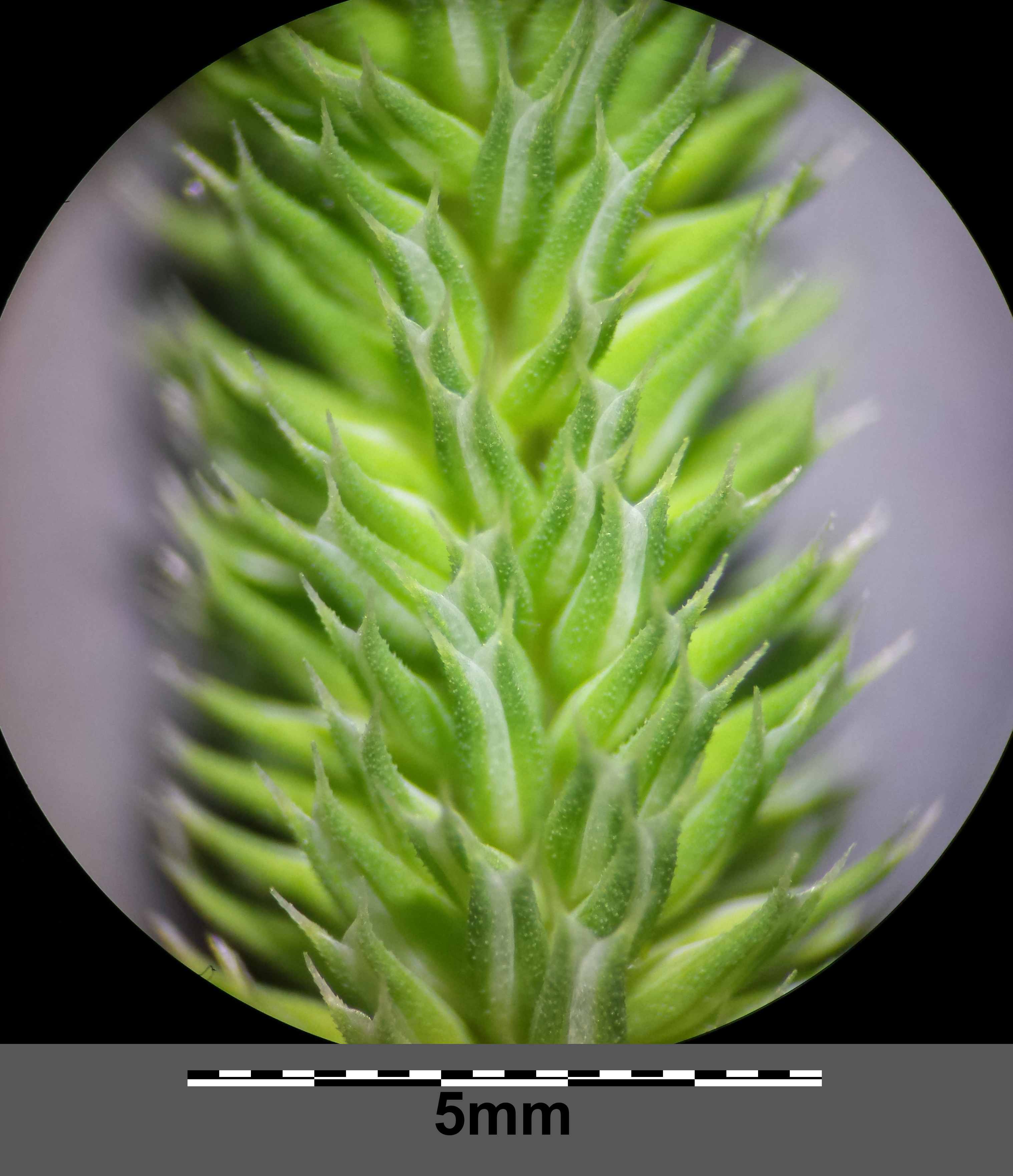
Ausschnitt einer Ährenrispe.

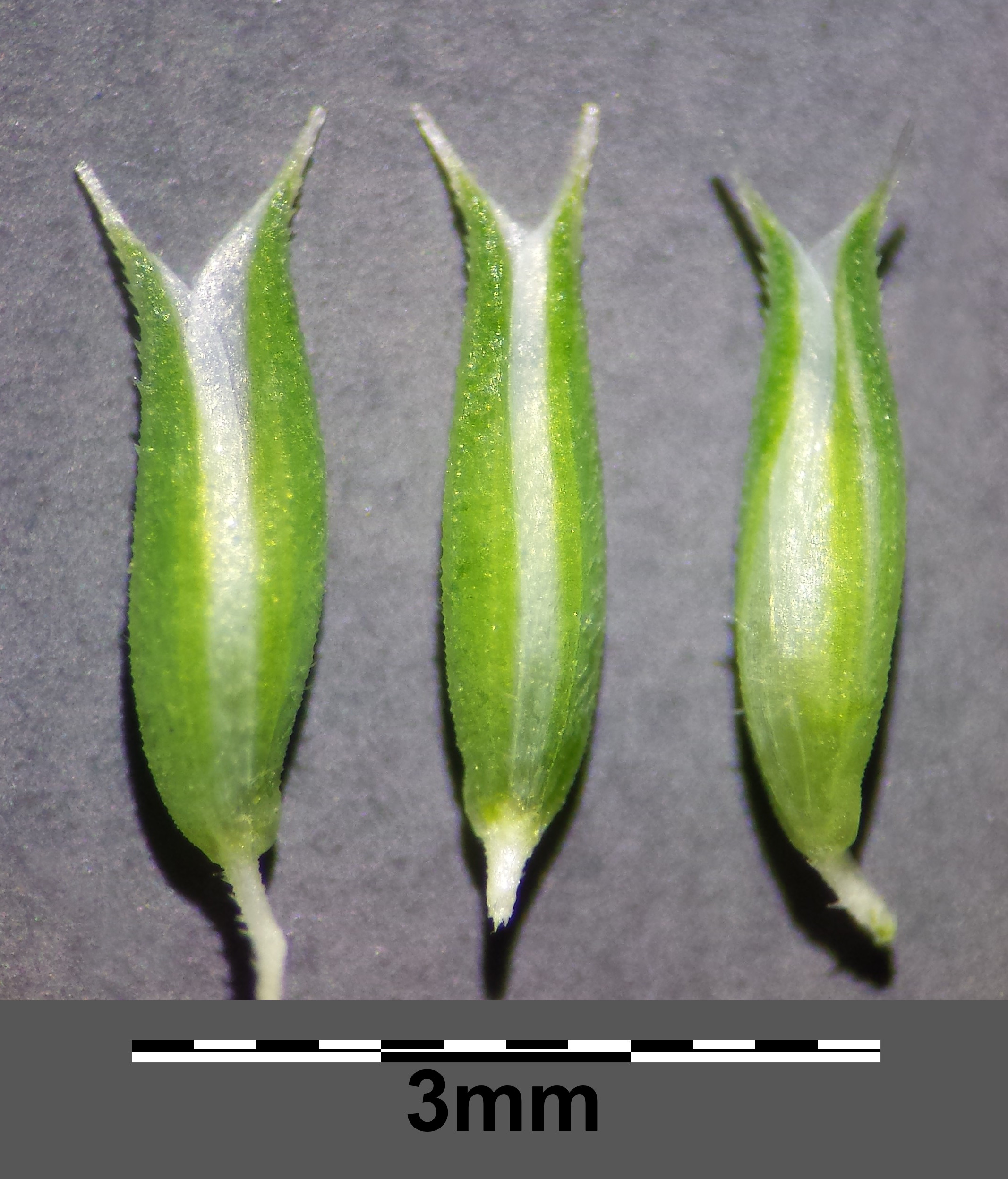
Die Ährchen sind stiefelknechtförmig.

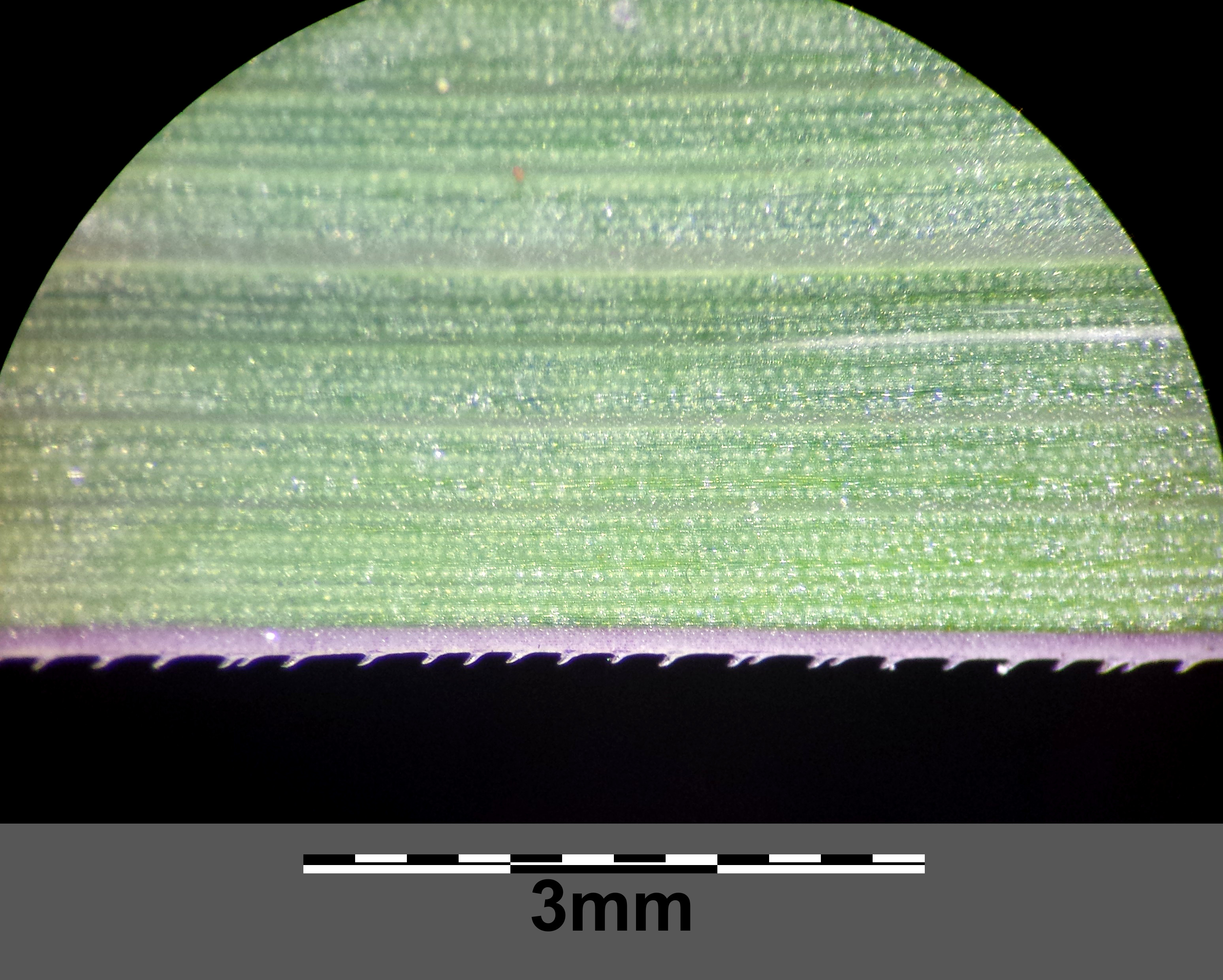
Die Laubblätter besitzen einen auffallend weißen Rand.

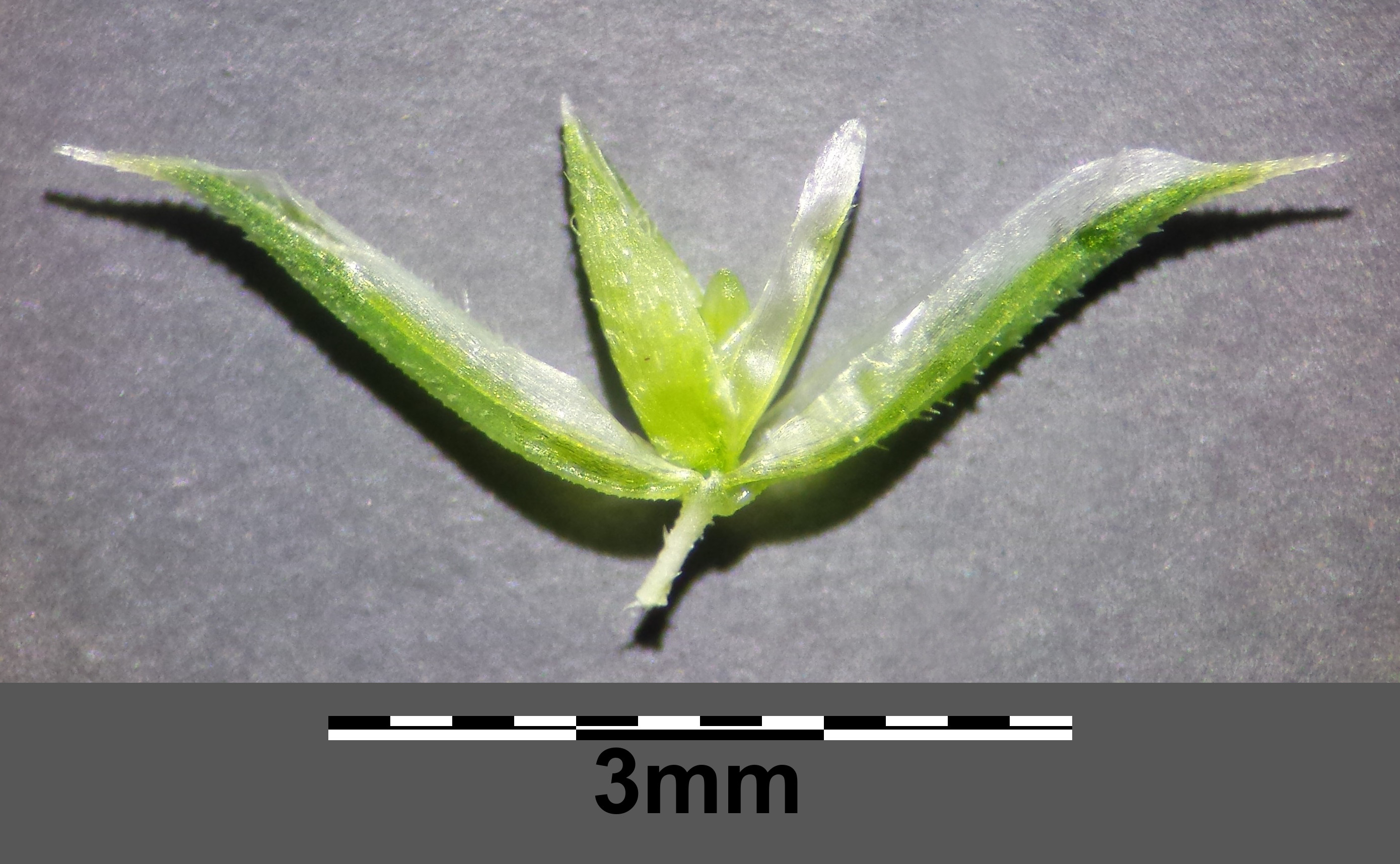
Aufgefächertes Ährchen. Die Hüllspelzen sind am Kiel bewimpert.

### Erscheinungsbild und Blatt
Das Steppen-Lieschgras ist eine sommergrüne, ausdauernde krautige Pflanze und erreicht Wuchshöhen von meist 20 bis 50, selten bis zu 90 Zentimetern. Sie ist rasig wachsend. Die aufrechten oder geknieten, drahtigen Halme sind oft rot, verfügen über zwei bis drei Knoten (Nodien) und besitzen im oberen Bereich keine Blätter.
Die am Halm wechselständig angeordneten Laubblätter sind in Blattscheide und Blattspreite gegliedert. Das Blatthäutchen (Ligula) ist bei einer Länge von 1 bis 2 mm lang breit abgerundet und ist nicht bewimpert. Die 5 bis 12 Zentimeter lange und 1 bis 4 mm breite Blattspreite ist am Rand weiß verdickt und im oberen Bereich undeutlich gerieft.

### Blütenstand, Blüte und Frucht
Die Blütezeit reicht von Juni bis August. Der ährenrispige Blütenstand ist bei einer Länge von 1,5 bis 10 Zentimeter und einem Durchmesser von 0,4 bis 0,6 Zentimeter im Umriss linealisch und beim Umbiegen lappig sowie aufwärts glatt. Die bei einer Länge von 2,5 bis 3 Millimeter länglichen und seitlich abgeflachten Ährchen enthalten jeweils nur eine fertile Blüte und öffnen sich während der Anthese. Die fertilen Ährchen stehen über einem länglichen Stiel. Die Blüten besitzen den typischen Aufbau der Grasblüten. Die zwei relativ ähnlichen bis zum Grund getrennten, haltbaren, häutigen Hüllspelzen sind mit einer Länge von 2,5 bis 3 Millimeter relativ kurz sowie länglich mit spitzem oberen Ende, gekielt und dreinervig. Die Hüllspelzen besitzen eine aufgesetzte seitliche Granne, dadurch wirken die Ährchen gestutzt („stiefelknechtartig“). Die untere Hüllspelze ist gekielt, aber die obere nicht. Die Hüllspelzen besitzen die 1,3- bis 1,5-fache Länge der unteren Deckspelze. Die kahle oder flaumig behaarte, häutige Deckspelze ist bei einer Länge von 1,7 bis 2 Millimeter eiförmig mit stumpfem oberen Ende, fünfnervig, nicht gekielt und besitzt keine Granne. Die Vorspelze ist so lang wie die Deckspelze. Es sind zwei freie häutige Schwellkörperchen (Lodiculae) vorhanden. Die drei Staubbeutel sind etwa 1,5 Millimeter lang. Der Fruchtknoten ist glatt.
Die Karyopse ist 1,3 Millimeter lang. Das Hilum ist punktförmig.

### Chromosomensatz
Die Chromosomenzahl beträgt 2n = 14 oder 28.

## Ökologie
Beim Steppen-Lieschgras handelt es sich um einen Hemikryptophyten. Die Bestäubung erfolgt durch den Wind (Anemophilie).

## Vorkommen
Es handelt sich um ein europäisch-westasiatisches, kontinentales Florenelement. Das Verbreitungsgebiet des Steppen-Lieschgrases reicht von der nördlichen Iberischen Halbinsel über Mitteleuropa bis ins südöstliche England und südliche Skandinavien bis zum Baltikum, Südosteuropa, Kaukasus, Westasien und Nordafrika, Zentralasien, ostwärts bis Sibirien und der Mongolei bis ins nördliche China, im Süden bis zum Pamir-Gebirge vor. Es fehlt in Nordfrankreich, Holland und der nordwestdeutschen Tiefebene. Fundorte gibt es in Portugal, Spanien, Frankreich (inklusive Korsika), Vereinigtes Königreich, Belgien, Deutschland, Schweiz, Italien, Österreich, Dänemark, Norwegen, Schweden, Finnland, Weißrussland, Baltische Republiken, Polen, europäischen Teil Russlands, Ukraine (inklusive Krim), Ungarn, Tschechische Republik, Slowakei, Kroatien, Serbien, Slowenien, Rumänien, Bulgarien, Albanien, Moldawien, Griechenland, im nördlichen Algerien, in Marokko, Tunesien, im Iran, Irak, Türkei, Armenien, Aserbaidschan, Georgien, Ciskaukasien, Dagestan, Sibirien, Kasachstan, Kirgisistan, Tadschikistan, Usbekistan, Mongolei bis in nördliche China.
Das Steppen-Lieschgras gedeiht am besten in flachgründigen Sand- und Steinböden, die zwar basenreich sein sollten, aber nur wenig Kalk und Humus enthalten. Am besten wächst es auf Lehm- und Lößböden, die oberflächlich entkalkt sind. Es braucht viel Sommerwärme und Licht. Es bevorzugt daher schüttere Trockenrasen an Südhängen, besiedelt aber auch Felsspalten, Flusssteilufer und lichte Trockenwälder. In den Alpen steigt es im Kanton Wallis bei Fee bis über 2000 Meter und ob Findelen gegen den Stellisee bis 2400 Meter auf.
bis in Höhenlagen von über 2000 Metern Meereshöhe auf. Im Iran kommt sie zwischen 2600 und 2800 Metern Meereshöhe vor.
Das Steppen-Lieschgras ist die Charakterart der pflanzensoziologischen Klasse der Trocken- und Steppenrasen (Festuco-Brometea), dort hat es auch sein Hauptvorkommen.
Die ökologischen Zeigerwerte nach Landolt et al. 2010 sind in der Schweiz: Feuchtezahl F = 1 (sehr trocken), Lichtzahl L = 4 (hell), Reaktionszahl R = 4 (neutral bis basisch), Temperaturzahl T = 4+ (warm-kollin), Nährstoffzahl N = 2 (nährstoffarm), Kontinentalitätszahl K = 4 (subkontinental).

## Taxonomie
Die Erstveröffentlichung erfolgte 1753 unter dem Namen (Basionym) Phalaris phleoides L. durch Carl von Linné in Species Plantarum, Band 1, S. 55. Die Neukombination zu Phleum phleoides (L.) H.Karst. wurde 1880 durch Gustav Karl Wilhelm Hermann Karsten in Deutsche Flora. Pharmaceutisch-medicinische Botanik ..., S. 374 veröffentlicht. Das Artepitheton phleoides bedeutet "lieschgras-ähnlich". Synonyme für Phleum phleoides (L.) H.Karst. sind: Phalaris trigyna Host, Phleum boehmeri Wib., Phleum boehmeri var. macranthum Kauffm. ex B.Fedtsch. nom. nud., Phleum laeve M.Bieb.